# Fabian Hochstim
Fabian Hochstim (ur. 1825, zm. 7 listopada 1906 w Krakowie) – krakowski kamieniarz, rzeźbiarz.

## Życiorys
Syn Seliga Hochstima. Ojciec i dwaj jego bracia Pinkus Mendel i Mojżesz Wolf również zajmowali się kamieniarstwem. Fabian od lat 60. XIX wieku aż do śmierci prowadził pracownię kamieniarską. Odziedziczył ją jego syn Jakub, który sprzedał ją swojemu szwagrowi Salomonowi Winklerowi z prawem używania nazwy Fabian Hochstim. Fabian oraz jego dwaj synowie Ezriel Wolf zwany Adolfem i Jakub byli członkami Stowarzyszenia Izraelitów Postępowych.
W 1872 kandydował do Rady Miasta Krakowa, ale nie został wybrany. Był członkiem zarządu Stowarzyszenia Rękodzielników Żydowskich Szomer Umonim (Strażnik Wiary). Należał do lwowskiego stowarzyszenia Agudas Achim (Przymierze Braci). W 1869 on i jego bracia przekazali datek na trumnę Kazimierza Wielkiego, a Fabian przekazał do zbiorów Muzeum Techniczno-Przemysłowego trzynaście sztuk posadzki z masy kamiennej i szlifowaną płytę marmurową. W 1872 Fabian włączył się w akcję budowy pomnika Floriana Straszewskiego przekazując na ten cel datek.
W 1902 powstała firma Hochstim i spółka, która działała niezależnie od firmy kamieniarskiej. Jej właścicielami był Fabian i jego synowa Rozalia (z prokurą dla syna Adolfa). Mieściła się ona na ulicy Szpitalnej 36. Po śmierci Fabiana w styczniu 1907 została ona wyrejestrowana, ale Rozalia i Adolf w 1908 zarejestrowali ją ponownie pod tą samą nazwą.
Mieszkał przy ulicy Zielonej 11. Zmarł 7 listopada 1906. Został pochowany na cmentarzu żydowskim przy ulicy Miodowej.

## Pracownia kamieniarska
Fabian (Feiwel/ Faibus) własną firmę otworzył w latach 60. XIX wieku, ale własną pracownię otworzył prawdopodobnie w połowie 1862. Trudno podać dokładną datę bo w reklamach, które ukazywały się w prasie podawano trzy różne: 1861, 1864 czy 1865. Natomiast wpis do rejestru sądowego miał miejsce w 1874. Firma Fabiana sprzedawała głównie gotowe nagrobki, ale realizowano również zlecenia indywidualne zgodnie z przekazanym szkicem. Nagrobki wykonane w firmie Fabiana Hochstima łatwo zlokalizować ponieważ umieszczano na nich sygnaturę. Najczęściej była wykuta na postumencie. Można je odnaleźć na cmentarzach w Krakowie, Bochni, Jaćmierzu, Jarosławiu, Jaśle, Lutczy, Łososinie Górnej, Mielcu, Olszówce, Przecławiu, Rzeszowie, Smardzowicach, Tarnowie czy Wieliczce.
Hochstim był również znanym producentem posadzek. Po zamówieniu opracowywano wzór, który zamawiano w fabryce produkującej płytki ceramiczne. Podczas układania firma umieszczała na ścianie lub podłodze winietę z nazwą wykonawcy.
W 1870 zaprezentował swoje wyroby na Wystawie Rękodzielniczo-Przemysłowej w Krakowie i zostały one nagrodzone srebrnym medalem.

### Ważniejsze prace
- w 1869 przy nagrobku Kazimierza Wielkiego. Nakazano mu rozebrać nagrobek, odnowić i uzupełnić brakujące elementy, wyszlifować i wypolerować elementy marmurowe, a na koniec poskładać. Dlatego 14 czerwca 1869 (podczas badania wytrzymałości podstawy nagrobka) Fabian Hochstim, z Pawełem Popielem i Karolem Frycem, był świadkiem odkrycia szczątków króla, a dzień później uczestniczył w badaniu grobu. Wziął w nim udział Jan Matejko, kierujący pracami Teofil Żebrawski i profesor archeologii Józef Łepkowski. Odkrycie to było zaskakujące, myślano bowiem, że jest to cenotaf. Hochstim uczestniczył też w uroczystym wydobyciu szczątków króla, które po włożeniu do tymczasowej trumny umieszczono w kaplicy Wazów[11]. Prace przy odnowieniu nagrobka ukończył w listopadzie 1869[12].
- w 1876 wykonał ołtarz do krypty św. Leonarda według projektu francuskiego architekta i konserwatora Eugène'a Viollet-le-Duca[12]
- w 1879 przeprowadził konserwację nagrobka, stalli i posadzki podczas konserwacji kaplicy Batorego[12]
- we współpracy z Edwardem Stehlikiem i braćmi Trembeckimi w 1877 wykonał prace kamieniarskie w Sukiennicach, a w 1878 przy budowie strażnicy pożarniczej w Krakowie[12]
- schody do kaplicy św. Jacka w kościele św. Trójcy[12]
- prace kamieniarskie podczas rozbudowy krakowskiej sieci kanałowej[12].

### Lokalizacja pracowni
Rozpoczął działalność w kamienicy przy ulicy św. Jana 1, w 1876 przeniósł się na ulicę  Polną 79, by w 1891 przenieść się ponownie na ul. św. Jana. W 1986 przeniósł zakład na ul. św. Sebastiana. Ostatnią siedzibę miała pracownia przy ulicy Poselskiej 26, gdzie do 2022 zachował się napis na murze szyld „Pracownia Kamieniarska […] płyt marmurowych Fabiana Hochstima”. Hochstim przeniósł tam zakład na początku XX wieku do budynku zbudowanego specjalnie na jego potrzeby.